# Robert Saunal
Robert Saunal (né le 2 novembre 1920 à Saint-Flour, Cantal - mort le 19 décembre 2008 à Ivry-sur-Seine) est un Compagnon de la Libération et ingénieur.

## Biographie
En mai 1940, bien qu'admissible à l’École normale supérieure, à l'École polytechnique et aux Ponts et chaussées, il renonce aux épreuves orales d’admission à la suite de l'avance allemande, et rejoint l’Angleterre. Il s'engage le 1er juillet 1940 dans les Forces françaises libres pour la durée de la guerre.
Nommé aspirant, il rejoint la Brigade Koenig et participe à la campagne de Libye de 1942 comme officier observateur au 1er régiment d'artillerie français libre. Il participe à la bataille de Tobrouk. Le 6 juin 1942, chargé du ravitaillement en munitions des batteries, il est grièvement blessé à la bataille de Bir Hakeim par un éclat d'obus qui lui traverse le genou. Il est fait prisonnier pendant la sortie de vive force, et emmené en captivité en Italie, dans la région de Pescara, sur l'Adriatique.
Il s’échappe du camp de prisonniers le 12 septembre 1943, passe plus de 80 jours dans les Abruzzes, traverse les lignes allemandes et parvient à rejoindre les troupes alliées. Il participe à la campagne d’Italie du 11 mai au 20 juin 1944 avec la 1re Division française libre et à celle de France à partir d'août 1944 durant laquelle il combat en Provence, dans la vallée du Rhône, dans les Vosges et en Alsace. Il finit la guerre dans le massif de l'Authion, dans les Alpes.
En octobre 1945, il revient faire ses études à l’École polytechnique dont il est diplômé en 1947, puis à l'École nationale supérieure des mines de Paris. Il est ingénieur au Corps des mines.

## Carrière industrielle après-guerre
Robert Saunal travaille jusqu'à sa retraite en 1988 comme cadre supérieur dans la sidérurgie et les mines, au Bureau minier de la France d'Outre-mer, puis à l'Institut d'études sidérurgiques (IRSID), enfin dans le groupe Marine-Firminy (devenu Marine-Wendel/ CGIP). Au sein de ce groupe, il est président directeur-général des mines d'Anderny Chevillon (1966-1976) et président-directeur général de la Société industrielle et commerciale de transport et de manutention (SITRAM) (1968-1986).

## Distinctions
- Commandeur de la Légion d'honneur[1]
- Compagnon de la Libération par décret du 17 novembre 1945[2]
- Croix de guerre 1939–1945 (4 citations)
- Médaille de la Résistance française par décret du 24 avril 1946[3]
- Médaille des évadés
- Médaille coloniale avec Agrafes "Libye - Bir-Hakeim"

## Hommages
Inauguration d'une place Robert Saunal à Saint-Flour le 8 mai 2012.